# 아가노촌
아가노촌(吾野村)은 사이타마현 지치부군·이루마군에 설치되었던 촌이다. 현재의 한노시에 해당한다.